# Tomás Molina
Tomás Martín Molina (ur. 12 kwietnia 1995 w Pilar) – argentyński piłkarz występujący na pozycji napastnika, od 2023 roku zawodnik Talleres.